# Julia Kristeva
Julia Kristeva (bułg. Юлия Кръстева, Julija Krystewa; ur. 24 czerwca 1941 w Sliwenie) – bułgarsko-francuska językoznawczyni, psychoanalityczka i filozofka.

## Życie i kariera akademicka
Kristeva była córką księgowego kościelnego. Z uwagi na to, że jej rodzice nie należeli do Bułgarskiej Partii Komunistycznej, zarówno ona, jak i jej siostra, pozbawiona została związanych z tym przywilejów. Uczęszczała do szkoły prowadzonej przez siostry dominikanki, w której nauczanie prowadzone było w języku francuskim. W tym czasie miała okazję poznać dzieła Michała Bachtina. Naukę kontynuowała na Uniwersytecie Sofijskim. Podczas dalszych studiów, w wieku 24 lat, w 1965, uzyskała możliwość prowadzenia pracy naukowej, co pozwoliło jej na wyjazd do Francji w grudniu tego samego roku. Studia kontynuowała na kilku francuskich uniwersytetach.
Julia Kristeva poślubiła francuskiego pisarza Philippe’a Sollersa, z którym ma syna.

## Koncepcje i publikacje
Zainteresowania Julii Kristeva sytuują się na przecięciu takich dziedzin jak językoznawstwo, literaturoznawstwo i psychoanaliza. W krajach anglosaskich znana jest przede wszystkim jako przedstawicielka feminizmu francuskiego. Jej prace wpłynęły przede wszystkim na feministyczną teorię literatury i filozofię feministyczną, szczególnie w nurcie postmodernistycznym.
Kristeva wychowała się w tradycji marksizmu i formalizmu. Duże oddziaływania na nią miały prace Michała Bachtina (co uwidacznia się szczególnie w jej esejach poświęconych transgresji, które wywarły spory wpływ na badaczy polityki kulturalnej). Kristeva przyczyniła się też do popularyzacji prac Bachtina na Zachodzie.
Początkowo zainteresowała się strukturalizmem, nawiązując też ścisłą współpracę z Rolandem Barthesem, czołowym reprezentantem tego nurtu. Jednak podobnie jak sam Roland Barthes szybko rozczarowała się tym kierunkiem.
Po wydarzeniach wiosny 1968 poszukiwała nowej drogi w polityce, która byłaby alternatywą zarówno dla zachodniego kapitalizmu, jak i wschodniego komunizmu.
W 1970 przystąpiła do grupy intelektualistów skupionych wokół pisma Tel Quel.
W opublikowanej w 1974 książce La Révolution du langage poétique dokonała analizy tekstów literackich, korzystając z podejścia językoznawczego i psychoanalitycznego, przedstawiając swój projekt swoistej mikropolityki tożsamości (w wyniku psychoanalitycznego procesu podmiot zdobywa wyzwalającą wiedzę o sobie).
W pracach z 1980 Pouvoirs de l’horreur. Essai sur l’abjection, z 1981 Temp du Femme i z 1986 Stabat Mater (w której to skoncentrowała się na kulcie Maryi Panny), przedstawiła swoje studia nad konstrukcją kobiecej tożsamości.
Ponadto pisała też o pracach Marcela Prousta (o sposobie przedstawiania czasu w jego powieściach).
Ukuła określenie „intertekstualność” w odniesieniu do teorii literatury, zmieniając dotychczasowy sposób patrzenia i analizowania dzieł literackich. Według Kristevej każdy tekst jest „mozaiką” składającą się z innych tekstów; jego intertekstualność polega na tym, iż czerpie ze wszystkich tekstów przed nim napisanych. Analiza tekstu literackiego nie może zatem polegać na rozpatrywaniu go w oderwaniu od innych tekstów; jedynie poprzez odniesienie danego tekstu do tekstów wcześniej powstałych pozwoli umieścić jego znaczenie w szerszym kontekście społecznym i zrozumieć, w jaki sposób powstała struktura tego tekstu.
Teoria Kristevej jest ściśle związana z teorią poststrukturalizmu.

## Krytyka warsztatu naukowego Kristevej
Profesorowie matematycy i fizycy Alan Sokal i Jean Bricmont w książce Modne bzdury (Fashionable Nonsense) zwracają uwagę na fakt, że Julia Kristeva jako teoretyk literatury, w swoich pracach stara się stworzyć matematyczną teorię języka poetyckiego. W tym celu powołuje się ona na rozmaite twierdzenia matematyczne, których, jak wynika z tekstu, nie rozumie. Np. w traktacie o teorii polityki Kristeva wypisała definicję pewnego pojęcia matematycznego ze źle przerysowanymi niezrozumiałymi dla niej symbolami matematycznymi. Według Sokala i Bricmonta, Kristeva nie rozumie tego, o czym pisze, a jeżeli ozdabia swoje teksty o literaturze odwołaniami do matematyki, to tylko po to, aby na czytelnikach zrobić wrażenie osoby niezwykle wykształconej i inteligentnej, wiedząc, że wśród ludzi zajmujących się teorią literatury mało jest takich, którzy jej aluzje do matematyki zrozumieją.

## Tłumaczenia prac na język polski
- Potęga obrzydzenia. Esej o wstręcie, tł. M. Falski, Wydawnictwo Uniwersytetu Jagiellońskiego, Kraków 2007, seria Eidos, ISBN 978-83-233-2327-3 (Pouvoirs de l’horreur. Essai sur l’abjection 1980)
- Czarne słońce. Depresja i melancholia, tł. Michał Paweł Markowski, R. Ryziński, wstęp Michał Paweł Markowski, Kraków 2007, Wyd. Universitas, seria Horyzonty Nowoczesności, ISBN 978-83-242-0612-4 (Soleil noir. Dépression et mélancolie 1987)
- Hannah Arendt. Biografia, tł. Jacek Levin, Warszawa 2007, Wydawnictwo KR, s. 244, ISBN 978-83-89158-52-9 (Le Génie féminin, tome 1 : Hannah Arendt 1999)
- Ta niewiarygodna potrzeba wiary, tł. Anna Turczyn, Kraków 2010, Universitas, ISBN 978-83-242-1282-8 (Cet incroyable besoin de croire 2006)